# Janusz Kijowski
Janusz Kijowski, né le 14 décembre 1948 à Szczecin (Voïvodie de Szczecin), est un réalisateur et scénariste polonais.

## Biographie
Il est le fils de l'économiste et homme politique Józef Kijowski et frère du physicien et mathématicien Jerzy Kijowski. Diplômé du lycée Tadeusz Reytan n° 6 de Varsovie (examen d'entrée en 1966). Actif dans le mouvement scout, il a été commandant de la 1ère troupe scoute de Varsovie « Czarna Jedynka ». En 1972, il est diplômé de la faculté d'histoire de l'université de Varsovie. En 1978, il est diplômé de la faculté de réalisation de l'École nationale supérieure de cinéma, de télévision et de théâtre Leon Schiller de Łódź. Pendant ses études, il est critique de cinéma et écrit des articles pour l'hebdomadaire Kultura.
Depuis 1983, il enseigne à l'Institut national supérieur des arts du spectacle (INSAS) à Bruxelles et, depuis 1998, à l'École nationale de cinéma de Łódź à Łódź. En 2000, il a obtenu un doctorat en arts cinématographiques et en 2004 une habilitation universitaire dans le même domaine. Il est spécialisé dans la réalisation de films, de pièces de théâtre et d'émissions télévisées. En 2002, il est devenu vice-président de la Fédération européenne des réalisateurs de films (FERA). Sur le plan professionnel, il est lié à l'université de Varmie et Mazurie à Olsztyn, où il est devenu professeur. En 2004, il est nommé directeur du théâtre Jaracz d'Olsztyn, poste qu'il occupe jusqu'en août 2018. Son contrat devait être renouvelé, mais l'inspection nationale du travail a confirmé les allégations formulées à son encontre par les syndicats concernant des violations du droit du travail et des discriminations fondées sur l'appartenance syndicale. En 2009, il a également été nommé directeur artistique du festival du film de Koszalin « Młodzi i Film ».
Lors des élections parlementaires polonaises de 2005, il est tête de liste du Parti démocrate pour la Diète dans la circonscription d'Olsztyn. Lors des élections de 2011, il se présente à nouveau sans succès à la Diète (sur la liste de l'Alliance de la gauche démocratique - SLD). Il devient membre du comité d'honneur soutenant Bronisław Komorowski avant l'élection présidentielle de 2010 et celle de 2015.
Père de l'actrice Julia Kijowska et du caméraman Jakub Kijowski, oncle de Mateusz Kijowski.

## Filmographie

### Réalisateur
- 1977 : Indeks (pl)
- 1979 : Kung-fu (pl)
- 1982 : Głosy (pl)
- 1982 : Avant la bataille
- 1987 : Maskarada (pl)
- 1989 : État d'angoisse (pl) (Stan strachu)
- 1992 : Warszawa, année 5703 (Warszawa. Rok 5703)
- 2001 : Kameleon (pl)